# 海盜灣 (佛羅里達州)
海盜灣（英語：Pirates Cove）是位於美國佛羅里達州門羅縣的一個非建制地區。該地的面積和人口皆未知。

## 地理
海盜灣的座標為24°39′04″N 81°30′54″W / 24.651°N 81.515°W，而該地的平均海拔高度為3米（即10英尺）。